# 条叶角盘兰
条叶角盘兰（学名：Herminium coiloglossum）为兰科角盘兰属下的一个种。

## 扩展阅读
- 維基物種上的相關：条叶角盘兰